# Vinogradov Fracture Zone
Koordinaten: 60° 56′ S, 29° 12′ W
Die Vinogradov Fracture Zone ist eine unterseeische Transformstörung. Sie liegt südlich der Kette der Südlichen Sandwichinseln am Übergang zwischen Südatlantik und Weddell-Meer.
Namensgeber der seit September 1997 vom Advisory Committee on Undersea Features (ACUF) anerkannten Benennung ist der sowjetische Geochemiker Alexander Pawlowitsch Winogradow (1895–1975), Vizepräsident der Akademie der Wissenschaften der UdSSR.